# Sudost
Sudost (tiếng Nga: Судость; tiếng Ukraina: Судость) là một sông tại tỉnh Bryansk của Nga và tỉnh Chernihiv của Ukraina. Đây là một phụ lưu hữu ngạn của Desna.
Sông phần lớn chảy trên lãnh thổ Nga, chỉ một đoạn hạ lưu là trên lãnh thổ Ukraina. Một số đoạn của sông là biên giới tự nhiên giữa hai quốc gia. Chiều dài của sông Sudost là 208 kilômét (129 mi). Diện tích lưu vực sông là khoảng 5.850 kilômét vuông (2.260 dặm vuông Anh).

## Địa lý
Đầu nguồn sông Sudost nằm gần làng Bobylevo, tỉnh Bryansk, ở ngoại vi phía nam của cao nguyên Smolensk. Nó chảy qua lãnh thổ của các huyện Bryansky, Zhiryatinsky, Pochepsky và Pogarsky, chảy vào sông Desna gần làng Muravi (ở gần biên giới tỉnh Bryansk và tỉnh Chernihiv của Ukraina).
Chiều dài của sông là 208 km, diện tích lưu vực là 6.200 km². Các trung tâm khu vực của tỉnh Bryansk nằm ven sông - làng Zhiryatino và các đô thị Pochep và Pogar. Sông đóng băng trong khoảng thời gian từ tháng 12 đến tháng 4.
Độ dốc của sông khoảng 10 cm/km và tốc độ dòng chảy của nó là khoảng 4 km/h. Các phụ lưu có độ dốc lớn hơn và dòng nước chảy nhanh hơn. Dòng chảy có chiều rộng khoảng 10–15 m, sâu 1,5–2 m, chiều rộng của thung lũng sông ở Pochep là khoảng 1 km. Lưu lượng nước trung bình ở điểm cách cửa sông 25 km là 18,9 m³/s.

## Phụ lưu
- Hữu ngạn: Boynya, Brikovka, Vablya, Vara, Gorodok, Gremyach, Dereven'ye, Drakovka, Kalinovka, Kosta, Pos, Rovok, Rosh', Sakharovka, Serebryanka, Usa, Kholopets.
- Tả ngạn: V'yunovka, Kolbasovka, Krupets, Loknya, Netkhar', Polotynya, Ponikovka, Ponurka, Poperechnya, Ramasukha, Rzhavka, Reven', Rozhok.

## Khảo cổ học
Một số địa điểm khảo cổ được phát hiện trên bờ sông Sudost gần làng Sluchovsk: khu định cư Sluchevsk-II, khu định cư Sluchevsk-III, khu định cư cổ đại Gorodok, khu định cư Sluchevsk-IV. Trên một mũi đất yếu của thềm hữu ngạn sông Sudost thuộc địa phận của làng Yudinovo, có những di chỉ của thời kỳ đồ đá cũ muộn Yudinovo 2 và Yudinovo 3. Trên ụ đất ở vùng bãi bồi tả ngạn sông Sudost có di chỉ thời đại đồ đá, đồ đá mới và đồ đồng Yudinovo 8 và khu định cư Yudinovo 7 [các lớp đồ đá mới, đồ đồng đá (văn hóa vò hai quai hình cầu và văn hóa Hạ Don), thời đại đồ đồng ( văn hóa Sosnitskaya), đầu thời kỳ đồ sắt], trên thềm bãi bồi đầu tiên ở hữu ngạn sông Sudost có một khu định cư Yudinovo 6 từ thế kỷ XI-XIII (tầng văn hóa bị hư hại do cày bừa có chứa các mảnh gốm sứ cổ của Kiev Rus'.).

## Môi trường
Vào tháng 7 năm 2011, xảy ra hiện tượng cá chết hàng loạt trên sông Sudost. Các chuyên gia kết luận hàm lượng ôxy trong nước sông thấp (thấp hơn 4 lần so với quy chuẩn), và gấp 5 lần hàm lượng photphat cho phép. Đồng thời, nước sông thường không màu thì lúc này có màu nâu đỏ rõ rệt và xuất hiện mùi thối rữa. Các chuyên gia lấy mẫu nước để kiểm tra, và kiểm tra sự hiện diện của thuốc trừ sâu và thuốc bảo vệ thực vật. Chính quyền huyện tạm thời cấm cư dân địa phương bơi lội trên sông, cho gia súc và lấy nước cho nhu cầu sinh hoạt của gia đình.. Mối quan tâm lớn nhất của cư dân địa phương là khả năng ảnh hưởng do nhà máy vũ khí hóa học hoạt động gần Pochep, nằm cách sông Sudost khoảng 3–4 km.